# Букова Глава
Букова Глава је насељено место града Лесковца у Јабланичком округу. Према попису из 2022. било је 210 становника.

## Етимологија
Као и Горина, и ово село је добило име по обиљу шуме у којој се заселило, и то специјалне врсте шуме — букове. Раније је сав простор изнад села био под густом буковом шумом, а на ово указује и назив једне од махала овог села, у планини Кршена бука.

## Географија

### Положај
Букова Глава је засељена на обема странама Буковоглавке, на месту где ова планинска река излази из планинског ждрела, па су његове куће подигнуте и са једне и са друге стране реке. Добар део села је увучен у само планинско ждрело, а извесни делови, махале, налазе се дубље у планини на око два километра узводно. Тако су се на тој удаљености од почетних кyћa заселиле ове групе кућа или махала: Пољаничке трле, затим Кршена бука и најзад Коњски рид. Ове махале, раздвојене реком, међусобно су удаљене око два километра, па се тако село Букова Глава, по разбијености махала, типски разликује од друrих села Поречја, код којих су куће збијене једна уз другу и груписане на једном месту. Могло би се стога рећи да ово село више личи на села разбијеног типа.

### Хидрографија
Средином села тече брза река Буковоглавка, чије је корито у доњем делу села, при излазу из планине, широко и пуно наноса, често од врло крупног стења. Буковоглавка извире на месту Дебеле мртвице испод виса Бунатовца. На месту Састанци, у њу се улива Мала река која извире испод Коњског рида. Буковоглавка има стрм пад и доста водене масе, па је њена снага веома разорна. Она својим наносом пуни не само речно корито у селу, већ и поље испод села све до увира у Ветерницу. Стога се регулисање ове реке поставља као битно важан проблем за овај регион.
У селима под планином и у планини јављају се и извори, па тако у Буковој Глави има извора на локалитету Ристова долина, испод места Састанци, а други је у облику чесме под Чапљаком и носи назив Чапљак. Поред тога, многе куће имају своје бунаре, чија дубина иде од 6 до 8 метара.

### 3eмљa
Атар овог села захвата 1.002 хектара земље, од које пада на обрадиву земљу само 177 хектара, док је под шумом 767 хектара.
Земља носи ове називе: Бостаниште, Параспур, Под rробје, Јар, Гарине, Врањски јар, Луке, Чапљак - све обрадива земља; ливаде: Чапљак, Луке; Шума: Голи рид, Дуваниште, Чапљак, Присад, Марков камен, Зајко арница, Мала река, Коњски рид.

## Историја
У топономији овог села нема значајнијих трагова прошлости овог краја. Интересантно је напоменути да се и у атару овог села налази Марков камен, то јест камен са кога је Краљевић Марко, по предању, скакао са својим Шарцем идући планином. Народно предање каже да се на камену познају и данас отисци копита Марковог Шарца. Сем овога, изнад локалитета Састанци, на месту званом Равниште, постоји такозвано Коледарско rpобље. Ту, на том месту, и данас стоји двадесетак побијених каменава у неплодну земљу, за које предање каже да су надгробни споменици двадесетак коледара изгинулих у међусобној борби двеју коледарских група које су се на овом месту среле.
Под Турцима и село Букова Глава је било господарско село, а њеrов читлук сахибија или rосподар пред крај турске власти Био је неки Асан, звани Гушља. Букову Главу као село Хан није забележио, мада је она у његово време као село постојала. Милан Ђ. Милићевић је забележио да је Букова Глава одмах после ослобођења имала 21 пореску rлаву.

## Демографија
У насељу Букова Глава живи 246 пунолетних становника, а просечна старост становништва износи 42,0 година (38,9 код мушкараца и 45,3 код жена). У насељу има 80 домаћинстава, а просечан број чланова по домаћинству је 3,69.
Ово насеље је великим делом насељено Србима (према попису из 2002. године), а у последња три пописа, примећен је пад у броју становника.
|             | \| Демографија[2] \| Демографија[2] \| Демографија[2] \| \| Година \| Становника \| Становника \| \| -------------- \| -------------- \| -------------- \| \| 1948. \| 398 \| \| \| 1953. \| 396 \| \| \| 1961. \| 405 \| \| \| 1971. \| 360 \| \| \| 1981. \| 379 \| \| \| 1991. \| 354 \| 354 \| \| 2002. \| 295 \| 297 \| \| 2011. \| 277 \| \| \| 2022. \| 210 \| \| |            |
| Демографија | |            |
| Година      | Становника | Становника |
| 1948.       | 398 |            |
| 1953.       | 396 |            |
| 1961.       | 405 |            |
| 1971.       | 360 |            |
| 1981.       | 379 |            |
| 1991.       | 354 | 354        |
| 2002.       | 295 | 297        |
| 2011.       | 277 |            |
| 2022.       | 210 |            |

| Етнички састав према попису из 2002.‍ | Етнички састав према попису из 2002.‍ | Етнички састав према попису из 2002.‍ | Етнички састав према попису из 2002.‍ | Етнички састав према попису из 2002.‍ |
| ------------------------------------ | ------------------------------------ | ------------------------------------ | ------------------------------------ | ------------------------------------ |
|                                      |                                      |                                      |                                      |                                      |
| Срби                                 | Срби                                 |                                      | 280                                  | 94,91%                               |
| Роми                                 | Роми                                 |                                      | 13                                   | 4,40%                                |
| непознато                            | непознато                            |                                      | 1                                    | 0,33%                                |

## Саобраћај
Ово село је засељено далеко од пута који води од Горине за Мирошевце, па се од тоrа пута, неrде на средини између ова два села, одваја пут за саму Букову Главу, који иде до десне обале Буковоглавке у самом почетку села, а одатле иде уз реку узан пут засипан наносима.
Из Лесковца се може доћи до Букове Главе или преко Мирошевца, или преко Брзе и Горине. Ма којим путем се ишло, дужина пута је иста и износи око 24 километра, мада је за моторна возила погоднији пут преко Мирошевца.
Из Мирошевца се може доћи пољским путем преко Лугара, но тај пут избија најпре на пут Горина—Мирошевце, па се онда користи локални пут за ceлo Букову Главу. Становници села Калуђерца, које припада Ветерничкој клисури, иду у своје село преко Букове Главе планинским путем погодним само за коње и пешаке.
| Година пописа     | 1948. | 1953. | 1961. | 1971. | 1981. | 1991. | 2002. |
| ----------------- | ----- | ----- | ----- | ----- | ----- | ----- | ----- |
| Број домаћинстава | 58    | 55    | 69    | 92    | 93    | 85    | 80    |

| Број чланова      | 1 | 2  | 3  | 4  | 5  | 6 | 7 | 8 | 9 | 10 и више | Просек |
| ----------------- | - | -- | -- | -- | -- | - | - | - | - | --------- | ------ |
| Број домаћинстава | 5 | 19 | 15 | 13 | 17 | 8 | 2 | 1 | 0 | 0         | 3,69   |

| Пол    | Укупно | Неожењен/Неудата | Ожењен/Удата | Удовац/Удовица | Разведен/Разведена | Непознато |
| ------ | ------ | ---------------- | ------------ | -------------- | ------------------ | --------- |
| Мушки  | 126    | 33               | 88           | 4              | 1                  | 0         |
| Женски | 125    | 14               | 87           | 23             | 0                  | 1         |
| УКУПНО | 251    | 47               | 175          | 27             | 1                  | 1         |

| Пол    | Укупно                    | Пољопривреда, лов и шумарство | Рибарство                            | Вађење руде и камена | Прерађивачка индустрија       |
| ------ | ------------------------- | ----------------------------- | ------------------------------------ | -------------------- | ----------------------------- |
| Мушки  | 82                        | 52                            | 0                                    | 0                    | 10                            |
| Женски | 38                        | 26                            | 0                                    | 0                    | 8                             |
| УКУПНО | 120                       | 78                            | 0                                    | 0                    | 18                            |
| Пол    | Производња и снабдевање   | Грађевинарство                | Трговина                             | Хотели и ресторани   | Саобраћај, складиштење и везе |
| Мушки  | 2                         | 3                             | 2                                    | 1                    | 3                             |
| Женски | 0                         | 0                             | 2                                    | 2                    | 0                             |
| УКУПНО | 2                         | 3                             | 4                                    | 3                    | 3                             |
| Пол    | Финансијско посредовање   | Некретнине                    | Државна управа и одбрана             | Образовање           | Здравствени и социјални рад   |
| Мушки  | 0                         | 0                             | 3                                    | 1                    | 1                             |
| Женски | 0                         | 0                             | 0                                    | 0                    | 0                             |
| УКУПНО | 0                         | 0                             | 3                                    | 1                    | 1                             |
| Пол    | Остале услужне активности | Приватна домаћинства          | Екстериторијалне организације и тела | Непознато            | Непознато                     |
| Мушки  | 0                         | 0                             | 0                                    | 4                    | 4                             |
| Женски | 0                         | 0                             | 0                                    | 0                    | 0                             |
| УКУПНО | 0                         | 0                             | 0                                    | 4                    | 4                             |